# ريتشارد إتش ويلهلم
ريتشارد إتش ويلهلم (بالإنجليزية: Richard H. Wilhelm)‏ هو كيميائي ومهندس أمريكي، ولد في 10 يناير 1909 في نيويورك في الولايات المتحدة، وتوفي في 6 أغسطس 1968.